# Панарабизам
Панарабизам је арапски пан-покрет који је био веома утицајан у 20. веку и који је тежио политичком и културном уједињењу Арапа, после дељења арапског света у више од 20 различитих држава од стане колонизатора. Слични покрети који су се појавили у другим крајевима света били су панафриканизам и паневропеизам.
Ислам игра врло важну улогу у овом покрету, као уосталом у свим арапским националистичким покретима, но исламизам је једна друга политичка струја на Блиском истоку.

## Панарабизам и арапски национализам
Арапско заједништво стоји у центру панарабизма, међутим то није синоним оном што се обично назива „арапски национализам“, који настоји поновно створити и унапредити независне националне државе у пријашњем колонизованом арапском свету. Панарабизам међутим наглашава да је цео арапски свет једна нација, watan, и покрет има више-мање циљ удруживања арапских држава. Некад се и панарабизам и регионални арапски национализам називају "арапским национализмом" (qawmîya); као на пример на арапском конгресу у Бриселу 1938, када се појам панарабизам почиње користити. У стварности особе или државе могу да се позивају на регионални арапски национализам и панарабизам, или само на један од ова два појма. Насупрот панисламизму, панарабизам жели доћи до свог циља не гледајући на деноминационе односе.
Године 1938. је закључено да панарабизам није нужно повезан с неком политичком идеологијом, но у пракси он се помиње често уз појам тзв. „арапског социјализма“. Као правило панарапски покрет је непријатељски оријентисан према Израелу, чији настанак 1948. је географски поделио арапски свет у два дела, и ционизму, који се сматра колонијалним пројектом. Хабиб Бургиба тадашњи вођа Туниса, био је међутим неутралан у палестинском конфликту.
Још пре настанка израелске државе 1948, док је колонијализам још увек био стварност, панарапски представници говорили су о јединству „које неће дозволити разилазак или поделу, светог наслеђа и да није могуће од тога одступити ни педаљ“.

## Етничке, верске и политичке супротности
Панарабизам се сусреће са бројним проблемима. У доста арапских држава још од давнина су ту живеле и друге етничке не-арапске групе, и поред остатака европских колонизатора ту се могу наћи Асирци, Јевреји, Курди, Персијанци, турски народи и многи други.
Национализам у арапском свету није хомоген. У почетку је дошло до стварања арапског национализма у Османском царству, упоредо с турским национализмом, и имао је циљ за проналажење културног основа за народе чији је суверенитет био угрожен на овом простору.
Египатски национализам, који настаје у 19. веку за време британске владавине, поистовећује нацију с културним утицајем из Грчке као и наслеђем из фараонских времена, и садржавао је више-мање јаку жељу за аутономијом и независности.
У Тунису се национализам појавио око 1907. са тзв. „младотунижанима“, отприлике истовремено као и у Алжиру са „младоалжирцима“; оба су чинили мали кружоци образованих Арапа који су желели да напредују у каријери и наставе националну сарадњу с Француском, али и једно модерно арапско друштво унутар државе. Један пуритански арапски национализам, због религијских основа, настао је истовремено у Мароку.
После независности од колонизатора после Другог светског рата, арапски национализам као и панарабизам добива примесе социјализма, пошто је ова идеологија била она које су националне гериле (нпр. ФНЛ у Алжиру) подржавале.
Поред тога дошло је до конфликата између националистичких и социјалистичких држава, као и краљевина у арапском свету, као једна паралела с политичким разликама између пактова у Хладном рату. Истовремено долази до сукоба између панарабизма и регионалног национализма, првенствено у Магребу, који се делимице идентификовао с француским и афричким културним наслеђем.

## Панарапски покрети и групације
Панарапска идеја створена је 1936. од стране тзв. арапског пакта између Саудијске Арабије, Ирака и Јемена, као и пријатељским споразумом између Саудијске Арабије и Египта исте године.
Најистакнутији арапско-националистички политичар био је египатски председник Гамал Абдел Насер, но панарабизам је одиграо важну улогу у већини арапских земаља, који ако није имао за циљ стварање једне велике арапске државе, онда као економског и политичког савеза.
После Насерове смрти 1970. дошло је до јаче сарадње између арапских земаља, али секуларни панарабизам почиње да добива конкуренцију у исламу и религиозним захтевима за специфичним исламским правним системом.
Најважнија политичка странка с панарапском идеологијом је Баат/Баас партија, која игра важну улогу још од 1950-их. Споменута странка била је на власти нпр. у Сирији, Ираку и Либији, што је међу осталим довело до стварања краткорочне уније између Египта и Сирије 1958-1961, зване Уједињена Арапска Република, као и неколико покушаја стварања унија између других држава.
После Насерове смрти дошло је до стварања ОАПЕЦ-а, који је имао политичко значење. Повећани приступ радију и арапским ТВ програмима, као и авио-путовања, доприносе јачању заједничке арапске културе и панарабизам добива на јакости.
С друге стране конфликти унутар арапског света утицали су негативно на панарапску сарадњу, нпр. сукоб у Западној Сахари, надаље сукоби између шија муслимана и сунита те конфликти у Либану.
Године 1945. долази до оснивања Арапске лиге која се одлучно супротставља ционистичкој идеји о стварању јеврејске државе у Палестини. Арапска лига била је под великим притиском због неуспеха у рату против Израела 1948. године.
Арапска лига у коју улазе 22 државе које покушава да координише тим државама и политички је резултат панарабизма. Један заједнички панарапски пројекат у задње време је и Магребска унија у Северној Африци.